# 青春の詩 (ジグソーのアルバム)
青春の詩（せいしゅんのうた、Broken Hearted）は、イギリスのロック・バンド、ジグソーによる、サードアルバムである。ジグソーは1973年にBASFレーベルに移籍し、同レーベルから発売された。

## 曲目
※特記無き楽曲はクライヴ・スコット、デズ・ダイヤー作
※演奏時間は12曲目まではジャケットの記載、13曲目以降は出典のCDの演奏時間による。

Side 1
1.愛を信じて "That's What It's All About" 3:26
2.サマータイム、ウインタータイム "Summertime Wintertime" 3:23
3.ア・ベッドタイム・ストリー "A Bedtime Story"  2:49
4.ガン "Gun" (クライヴ・スコット、デズ・ダイヤー、Tony Britnell) 2:10
5.ベイビー・ロスト・タイム "Baby's Lost Time" (West - Millard) 3:33
6.ジャスト・アナザー・クラウン "Just Another Clown" (Harold Stott) 3:55

Side 2
7.何故君はそこに "Only Because You're There" 3:05
8.ニュースを聞いたかい "Have You Heard The News" (Sutin - Hayashi) 2:40
9.リンダ "Linda" (Malyster) 2:53
10.アンド・アイ・ライク・ユー "And I Like You" 2:36
11.夏の歌をいつまでも "My Summer Song" (Harold Stott) 3:04
12.イッツ・ア・ソート・オブ・マジック "It's A Sort Of Magic" 2:54

日本盤（VICP-63302）ボーナストラック
13.ウィーヴァーズ・アンサー "Weaver's Answer" (Jim Whitney) 5:04
14.ブロウ・ブロウ・ゾウ・ウインター・ウインド "Blow Blow Thou' Winter Wind" (クライヴ・スコット) 4:02
15.セイ・ハロー・トゥ・ミセス・ジョーンズ "Say Hello To Mrs. Jones" (Martin Hall) 2:50
16.モーニング "Morning" (クライヴ・スコット)  3:00
17.セヴン・フィッシズ "Seven Fishes" (クライヴ・スコット)  2:40
18.オータム "Autumn" 3:49
19.カム・ウィズ・ミー "Come With Me" 2:20
20.ライフ・インシュアランス "Life Insurance" 3:00
21.シッティング・オン・ア・ボム "Sitting On A Bomb" 1:54
22.ホエン・ザ・サン・イズ・イン・ユア・アイズ "When The Sun Is In Your Eyes" 3:03
23.シー・ミー・フライング "See Me Flying" (デズ・ダイヤー) 1:21
24.フロイト・フィッシュ "Freud Fish" 4:29 

## パーソネル
・バリー・バーナード:ベース・ギター
・トニー・キャンベル:リード・ギター
・デス・ダイヤー:ドラムス、リード・ヴォーカル、パーカッション、ギター
・クライヴ・スコット:オルガン、ピアノ、ヴォーカル